# تايلر ستيوارت
تايلر ستيوارت هو موسيقي كندي، ولد في 21 سبتمبر 1967 في تورونتو في كندا.

## وصلات خارجية
- تايلر ستيوارت على موقع IMDb (الإنجليزية)
- تايلر ستيوارت على موقع ميوزك برينز (الإنجليزية)
- تايلر ستيوارت على موقع أول ميوزيك (الإنجليزية)
- تايلر ستيوارت على موقع ديسكوغز (الإنجليزية)
- تايلر ستيوارت على موقع قاعدة بيانات الفيلم (الإنجليزية)